# Dekanat Dębica Wschód
Dekanat Dębica Wschód – dekanat w diecezji tarnowskiej.
Funkcja w dekanacie:
- Dziekan – ks. prałat Antoni Bielak (proboszcz parafii Dębica – Miłosierdzia Bożego)[1]
- Wicedziekan – ks. Andrzej Surowiec (proboszcz parafii Dębica – Krzyża św.)[2]

## Parafie wchodzące w skład dekanatu
- Dębica – Parafia Świętego Krzyża i Matki Bożej Bolesnej w Dębicy
- Dębica – Parafia Miłosierdzia Bożego
- Dębica – Parafia św. Jadwigi
- Góra Motyczna – Parafia Chrystusa Króla
- Nagawczyna – Parafia Dobrego Pasterza
- Pustynia – Parafia św. Stanisława BM
- Stasiówka – Parafia Świętych Apostołów Piotra i Pawła
- Zawada – Parafia Narodzenia Najświętszej Maryi Panny
- Żyraków – Parafia Trójcy Przenajświętszej